# Пётр Бориславич
Пётр Бориславич (XII в., упоминается в 1150—1160-х годах) — боярин великого князя киевского Изяслава Мстиславича. Согласно гипотезе Б. А. Рыбакова, он был летописцем (ему приписывается значительная часть Киевской летописи) и мог быть автором «Слова о полку Игореве».

## Биография
Можно предположить, что Пётр Бориславич происходил из знатного боярского рода — в Ипатьевской летописи под 1152 г. упоминается «Бориславль двор» (видимо, отца Петра Бориславича) как хорошо известный киевлянам. Там же называется имя брата Петра Бориславича — Нестор Бориславич. В 1152 г. Пётр Бориславич выступал как посол Изяслава Мстиславича перед галицким князем Владимиром (Владимирком) Володаричем; в летописи имеется отдельный рассказ о том, как Владимирко внезапно умер, пораженный Богом, после того, как «поругался» с послом и усомнился в силе крестоцелования, а его сын и преемник Ярослав Осмомысл вернул уже уехавшего Петра с дороги и помирился с его князем. После смерти Изяслава в 1154 г. Пётр Бориславич служил его сыну Мстиславу, пока тот не поссорился с ним и не «отослал от себя» в 1169 г.; он и его брат Нестор были обвинены в потворстве холопам-конокрадам, расхищавшим княжеские стада и ставившим на лошадей князя свои клейма. После этого Пётр и Нестор отомстили бывшему сюзерену, оклеватав его перед двоюродными братьями — Рюриком и Давидом Ростиславичами. Бориславичи сказали Рюрику и Давыду, что Мстислав якобы коварно желает арестовать этих князей. За это летописец сурово осуждает бояр Петра и Нестора: «и бес того не замыслит, что замыслит злой человек». Мстислав потребовал выдать ему клеветников, но неизвестно, было ли это сделано. Этим ограничиваются все надёжные биографические сведения о Петре Бориславиче.
Никоновская летопись, составленная в XVI веке, приписывает Петру Бориславичу ещё один злой поступок — участие в измене киевских бояр при взятии Киева Андреем Боголюбским в том же 1169 году. Более ранние источники этого сюжета неизвестны. В Никоновской летописи «сестричем» (племянником), а у В. Н. Татищева — братом Петра Бориславича назван епископ ростовский Феодор (Феодорец), также выступающий как отрицательный персонаж. Татищев называет Петра Бориславича киевским тысяцким. Достоверность содержащихся в «Истории Российской» так называемых татищевских известий дискуссионна: неоднократно предполагалось, что они представляют собой не выписки из несохранившихся источников, а вымысел или реконструкцию Татищева, поданную как летописный рассказ.
В XIX в. И. П. Хрущов предположил, что летописный рассказ о миссии Петра Бориславича в Галич — отрывок «мемуара» самого Петра (в третьем лице). В середине XX в. Д. С. Лихачёв выдвинул гипотезу, что Петру Бориславичу мог принадлежать и некоторый более широкий отрезок Киевской летописи (не собственно хроника, а «повесть»), описывающий отношения Киева с Галичем при Изяславе Мстиславича.

## Гипотеза Рыбакова

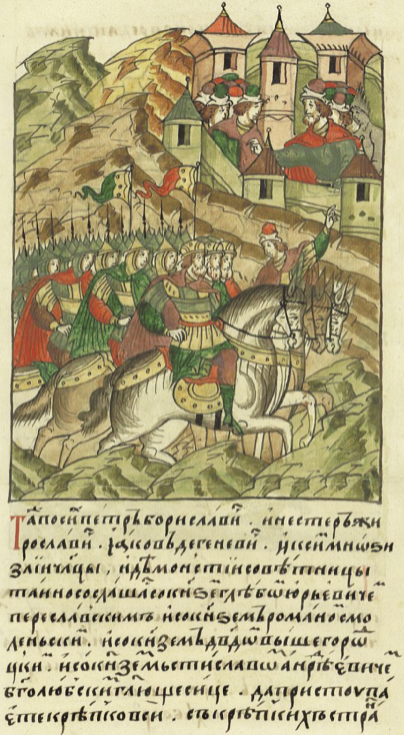
Пётр Бориславич, Нестер Жирославич, Яков Дигеневич тайно ссылаются с Глебом Юрьевичем, Романом I Смоленским, Давыдом Вышегородским, Мстиславом Андреевичем о взятии Киева

Рассмотрев все дополнительные сведения «Истории Российской» В. Н. Татищева, не подтверждаемые известными ныне летописями, Б. А. Рыбаков пришел к убеждению, что упоминаемая Татищевым «Раскольничья летопись», якобы заканчивавшаяся 1197 годом — не сохранившийся до нас летописный памятник XII в. Он пишет: «„Раскольничий манускрипт“ Татищева, содержащий 85 % всех дополнений XII в., представлял собой полную, ещё не подвергшуюся сокращению Киевскую летопись двух поколений „Мстиславова племени“: Изяслава Мстиславича и двух внуков Мстислава — Мстислава Изяславича и Рюрика Ростиславича. Летопись на протяжении полувека настолько устойчиво сохраняет единый стиль, единую политическую концепцию и широту кругозора, что должна быть обязательно сочтена произведением одного человека». Этим человеком, по мнению Рыбакова, был боярин Пётр Бориславич, занимавший высокие государственные посты при перечисленных князьях. Исследователь так характеризует этого предполагаемого летописца-боярина: «В отличие от большинства летописцев того времени, этот автор… был далек от церкви. В его ясном и точном языке не было церковной витиеватости, в его философии отсутствовал провиденциализм. Светский писатель, полководец и дипломат, он обладал ещё одной чертой, выгодно выделявшей его из общей массы средневековых летописцев, — он выражал свои, а не княжеские мысли, он не был придворным подневольным летописцем и мог временами, не нарушая феодальной верности, подняться до мудрого осуждения торопливых и необдуманных действий своего князя».
По первоначальной версии Рыбакова (1959—1963), Пётр Бориславич вёл летопись до последнего эпизода, где он участвует (1169), когда он поссорился со своим князем-сюзереном. Далее летопись якобы продолжил «какой-то церковник». Но, согласно версии реконструкции Рыбакова, сложившейся к началу 1970-х годов, период деятельности Петра-летописца существенно расширился — с 1140-х годов до примерно 1196 года (предполагаемая дата его смерти). Вскоре после этого (1198) его записи были включены игуменом Моисеем Выдубицким в Киевский свод. Моисей якобы сократил наиболее интересные фрагменты летописи Петра и добавил многочисленные церковные детали. Лишь в пергаменном «Раскольничьем манускрипте», будто бы сохранявшемся до XVIII в. и сгоревшем после смерти Татищева, труд Петра отразился более или менее полно.
И политическая позиция Петра Бориславича, и его социальное положение, и особенности его литературного творчества, воссозданные Рыбаковым, приводят его к заключению, что Пётр Бориславич — «один из замечательнейших людей XII столетия, патриот, всегда призывавший к борьбе с половцами, сторонник мира, враг усобиц, талантливый историк и публицист» — мог быть автором и «Слова о полку Игореве» (созданного в 1185 году или вскоре после этой даты).
В 1991 году вышла последняя книга Рыбакова на эту тему, которая так и озаглавлена «Пётр Бориславич». В ней Рыбаков излагает полувековую деятельность Петра-летописца уже с полной уверенностью как исторический факт, оставляя знак вопроса только для версии об авторстве «Слова о полку Игореве». К этому сюжету он присоединяет и ряд других, в том числе связанных с перестановками в тексте «Слова о полку Игореве», а также с программой миниатюр к Радзивиловской летописи — иллюстрированному летописному списку XV в., миниатюры которого предположительно были копиями более древних. С точки зрения Рыбакова, эти миниатюры отражали политическую программу боярских кругов, близкую Петру Бориславичу. Среди них он нашел, в частности, и предполагаемый портрет самого Петра, вынесенный на обложку его книги 1991 г., хотя в самой Радзивиловской летописи Пётр Бориславич не упоминается.
К гипотезе Рыбакова сочувственно отнеслись, в частности, В. Ю. Франчук, Д. С. Лихачёв и Л. В. Милов.

## Возражения
Концепция Рыбакова неоднократно критиковалась (А. П. Толочко, А. В. Горовенко).
Опираясь на текстологические данные — прежде всего сравнивая разные редакции татищевского труда — эти исследователи считают недостоверными «татищевские известия» в целом и мистифицированными указания на их источники. Ключевое значение Рыбаков придает тому, что «Раскольничий манускрипт», согласно Татищеву, якобы кончался 1197 годом, то есть накануне создания Киевского свода; к несколько более раннему времени по рыбаковской реконструкции приурочена и смерть Петра Бориславича. Хотя действительно эта дата близка к дате окончания Киевской летописи, а её наличествующее во всех известных списках продолжение — Галицко-Волынскую летопись — Татищев не знал и не использовал, А. В. Горовенко, в отличие от Рыбакова, всё же считает невозможным, чтобы у историографа была более древняя и пространная особая редакция Киевской летописи (в пергаменном списке). Дело в том, что татищевский пересказ аутентичного летописного материала содержит, по сравнению с недоступным ему Ипатьевским списком XV в., многочисленные ошибки и пропуски, выдающие использование очень поздней редакции — вероятно, сделанной по заказу Татищева копии с Ермолаевского списка, не содержавшей Галицко-Волынского продолжения. Текст, который Рыбаков связывает с «Раскольничьим манускриптом», сам Татищев нигде так не атрибутирует, ссылаясь несколько раз на «Голицынский». Соответствующий такой хронологии массив данных выделить в «татищевских известиях» не удается: они объединены в целые тематические и стилистические циклы (героизированная деятельность Романа Мстиславича, проникнутые единой, нехарактерной для Средневековья концепцией публицистические «портреты»-некрологи князей), которые захватывают и начало XIII в., а не обрываются на 1196 или 1197 годе. Для этих фактов Рыбаков предлагает разные объяснения ad hoc.
Критики Рыбакова утверждают, что нет никаких свидетельств того, что Пётр Бориславич сам вёл летопись на протяжении полувека, а не сообщил о своей миссии в Галич княжескому летописцу. Передача имени Петра Бориславича в татищевском тексте, который теоретически мог бы восходить к «Раскольничьему манускрипту» (там его имя выглядит как «Петр Борисович»), и наличие неприглядных деталей и резко отрицательных характеристик, связанных с ним и его семьёй, несовместимы с его авторством. Рыбаков предполагает, что порочащий Бориславичей текст был специально вставлен после смерти Петра использовавшим его труд «церковником», что опять же выглядит искусственно. Что касается обрисованных Рыбаковым черт предполагаемого летописца XII в. (секуляризм, патриотизм, внимание к образованию и законности, прагматичность описаний) — всё это, по Толочко и Горовенко, реальные черты историка эпохи Просвещения В. Н. Татищева, конструктора и редактора стилизованного под летопись рассказа о домонгольской эпохе.